# Airdrie (Canadá)
Airdrie é uma cidade da província canadense de Alberta, e parte da região metropolitana de Calgary. Sua área é de 33,10 km², e sua população é de aproximadamente 60 mil habitantes.